# Jana Velďáková
Jana Velďáková (ur. 3 czerwca 1981 w Rożniawie) – słowacka lekkoatletka specjalizująca się w skoku w dal.
W 2000 roku zajęła dwunastą lokatę w mistrzostwach świata juniorów. Dwa lata później odpadła w eliminacjach podczas młodzieżowych mistrzostw Europy oraz uplasowała się na ósmej lokacie uniwersjady. W 2005 odpadła w eliminacjach halowego czempionatu Starego Kontynentu oraz zajęła jedenaste miejsce na kolejnej uniwersjadzie. Mistrzostwa Europy w Göteborgu (2006) zakończyła na dwunastej lokacie. Także na dwunastym miejscu uplasowała się w konkursie skoku w dal na mistrzostwa świata w 2007 roku. Brała udział w igrzyskach olimpijskich w Pekinie jednak nie oddała żadnej ważnej próby w rundzie eliminacyjnej. W 2009 odpadła w eliminacjach halowych mistrzostw Europy i nie awansowała do finału na mistrzostwach świata. Podczas mistrzostw Starego Kontynentu w Barcelonie (2010) była dziewiąta. Złota medalistka (w drużynie) igrzysk europejskich (2015) – triumfowała w skoku w dal oraz w sztafecie 4 × 100 metrów. Reprezentantka kraju w pucharze Europy oraz drużynowym czempionacie Europy. Stawała na podium mistrzostw Słowacji, także w biegach na 60 i 100 metrów oraz w trójskoku.
Rekordy życiowe w skoku w dal: hala – 6,56 (3 lutego 2007, Stuttgart) / 6,88w (22 sierpnia 2010, Haldensleben); stadion – 6,75 (26 czerwca 2016, Bańska Bystrzyca).
Jej siostra bliźniaczka Dana Velďáková także uprawia lekkoatletykę.

## Osiągnięcia
| Rok  | Impreza                                | Miejsce          | Pozycja           | Wynik |
| ---- | -------------------------------------- | ---------------- | ----------------- | ----- |
| 2000 | Mistrzostwa świata juniorów            | Santiago         | 12. miejsce       | 5,70  |
| 2002 | I liga pucharu Europy                  | Bańska Bystrzyca | 6. miejsce        | 6,18  |
| 2003 | I liga pucharu Europy                  | Velenje          | 7. miejsce        | 6,03w |
| 2003 | Młodzieżowe mistrzostwa Europy         | Bydgoszcz        | el. – 18. miejsce | 6,00  |
| 2003 | Uniwersjada                            | Taegu            | 8. miejsce        | 6,17  |
| 2004 | II liga pucharu Europy                 | Nowy Sad         | 2. miejsce        | 6,19  |
| 2005 | Halowe mistrzostwa Europy              | Madryt           | el. – 22. miejsce | 4,30  |
| 2005 | II liga pucharu Europy                 | Tallinn          | 2. miejsce        | 6,28  |
| 2005 | Uniwersjada                            | Izmir            | 11. miejsce       | 5,71  |
| 2006 | II liga pucharu Europy                 | Bańska Bystrzyca | 1. miejsce        | 6,48  |
| 2006 | Mistrzostwa Europy                     | Göteborg         | 12. miejsce       | 6,29  |
| 2007 | Halowe mistrzostwa Europy              | Birmingham       | el. – 13. miejsce | 6,44  |
| 2007 | I liga pucharu Europy                  | Vaasa            | 3. miejsce        | 6,52  |
| 2007 | Uniwersjada                            | Bangkok          | 10. miejsce       | 6,30  |
| 2007 | Mistrzostwa świata                     | Osaka            | 12. miejsce       | 6,21  |
| 2008 | II liga pucharu Europy                 | Bańska Bystrzyca | 2. miejsce        | 6,35  |
| 2008 | Igrzyska olimpijskie                   | Pekin            | –                 | NM    |
| 2009 | Halowe mistrzostwa Europy              | Turyn            | el. – 14. miejsce | 6,22  |
| 2009 | II liga drużynowych mistrzostw Europy  | Bańska Bystrzyca | 1. miejsce        | 6,54  |
| 2009 | Mistrzostwa świata                     | Berlin           | el. – 32. miejsce | 6,16  |
| 2010 | II liga drużynowych mistrzostw Europy  | Belgrad          | 2. miejsce        | 6,53  |
| 2010 | Mistrzostwa Europy                     | Barcelona        | 9. miejsce        | 6,54  |
| 2011 | Halowe mistrzostwa Europy              | Paryż            | el. – 19. miejsce | 6,11  |
| 2012 | Igrzyska olimpijskie                   | Londyn           | el. – 26. miejsce | 6,18  |
| 2013 | Halowe mistrzostwa Europy              | Göteborg         | el. – 15. miejsce | 6,17  |
| 2013 | Mistrzostwa świata                     | Moskwa           | el. – 19. miejsce | 6,48  |
| 2014 | Mistrzostwa Europy                     | Zurych           | el. – 17. miejsce | 6,24  |
| 2015 | Halowe mistrzostwa Europy              | Praga            | el. – 15. miejsce | 6,29  |
| 2015 | III liga drużynowych mistrzostw Europy | Baku             | 1. miejsce        | 6,68  |
| 2015 | Mistrzostwa świata                     | Pekin            | el. – 17. miejsce | 6,56  |
| 2016 | Mistrzostwa Europy                     | Amsterdam        | 10. miejsce       | 6,47w |
| 2016 | Igrzyska olimpijskie                   | Rio de Janeiro   | el. – 15. miejsce | 6,48  |
| 2017 | Halowe mistrzostwa Europy              | Belgrad          | el. – 12. miejsce | 6,34  |